# Lijst van voetbalinterlands Centraal-Afrikaanse Republiek - Papoea-Nieuw-Guinea
Deze lijst van voetbalinterlands is een overzicht van alle officiële voetbalwedstrijden tussen de nationale teams van de Centraal-Afrikaanse Republiek en Papoea-Nieuw-Guinea. De landen hebben tot op heden een keer tegen elkaar gespeeld. Dat was een vriendschappelijke wedstrijd in Colombo (Sri Lanka) op 25 maart 2024.

## Wedstrijden
| № | Plaats  | Datum         | Competitie        | Wedstrijd                          | Uitslag |
| - | ------- | ------------- | ----------------- | ---------------------------------- | ------- |
| 1 | Colombo | 25 maart 2024 | Vriendschappelijk | Centr.-Afrik. Rep. − Pap.-Nw-Guin. | 4 − 0   |

## Samenvatting
| Competitie        | Totaal gespeeld | Winst Centr.-Afrik. Rep. | Gelijk | Winst Pap.-Nw-Guin. | Doelsaldo Centr.-Afrik. Rep. – Pap.-Nw-Guin. |
| ----------------- | --------------- | ------------------------ | ------ | ------------------- | -------------------------------------------- |
| Vriendschappelijk | 1               | 1                        | 0      | 0                   | 4 − 0                                        |
| Totaal            | 1               | 1                        | 0      | 0                   | 4 − 0                                        |

FCF · A-internationals · 
Centraal-Afrikaans vrouwenelftal
1960 – 1969 ·
1970 – 1979 ·
1980 – 1989 ·
1990 – 1999 ·
2000 – 2009 ·
2010 – 2019 ·
2020 − 2029
Algerije ·
Angola ·
Bhutan ·
Botswana ·
Burkina Faso ·
Burundi ·
Comoren ·
Congo-Brazzaville ·
Congo-Kinshasa ·
Egypte ·
Equatoriaal-Guinea ·
Ethiopië ·
Gabon ·
Gambia ·
Ghana ·
Guinee ·
Guinee-Bissau ·
Ivoorkust ·
Kaapverdië ·
Kameroen ·
Kenia ·
Lesotho ·
Liberia ·
Libië ·
Madagaskar ·
Mali ·
Malta ·
Marokko ·
Mauritanië ·
Mozambique ·
Nigeria ·
Oeganda ·
Papoea-Nieuw-Guinea ·
Rwanda ·
Sao Tomé en Principe ·
Senegal ·
Soedan ·
Tanzania ·
Togo ·
Tsjaad ·
Tunesië ·
Zimbabwe ·
Zuid-Afrika
PNGFA · 
A-internationals · 
Vrouwenelftal van Papoea-Nieuw-Guinea
1969 – 1979 · 
1980 – 1989 · 
1990 – 1999 · 
2000 – 2009 · 
2010 – 2019 ·
2020 − 2029
Amerikaans-Samoa ·
Australië ·
Centraal-Afrikaanse Republiek ·
China ·
Cookeilanden ·
Fiji ·
Filipijnen ·
Indonesië ·
Iran ·
Liberia ·
Maleisië ·
Nieuw-Caledonië ·
Nieuw-Zeeland ·
Salomonseilanden ·
Samoa ·
Singapore ·
Sri Lanka ·
Tahiti ·
Thailand ·
Tonga ·
Vanuatu